# Prosiecka jaskyňa
Prosiecka jaskyňa (też: Jaskyňa pred Vrátami lub O-3; pol. Jaskinia Prosiecka) – jaskinia krasowa w Górach Choczańskich na Słowacji, o łącznej długości korytarzy 3232 m i deniwelacji 115 m (stan na 2018 r.).

## Położenie
Jaskinia rozwinięta jest w zachodniej części masywu Prosiecznego, w lewym (orograficznie) ograniczeniu Doliny Prosieckiej. Otwór wejściowy jaskini widoczny jest 24 m ponad dnem doliny, w wysokich skałach lemujących jej wylot, zwany tu Vráta.

## Nazwa jaskini
Pierwotnie otwór opisanej tu Jaskini Prosieckiej stanowił wejście do jednej z czterech małych, znanych od dawna jaskiń, określanych później przez speleologów symbolami O-1 do O-4. Jaskinia ta (oznaczona O-3) znana była przez miejscowych pod nazwą Jaskyňa pred Vrátami. Nazwą „Jaskinia Prosiecka” określano wówczas jaskinię V-1, długości ok. 40 m, usytuowaną kilkaset metrów wyżej w dolinie, której wylot znajduje się ponad wielkim wywierzyskiem, a którą wiązano z domniemanym systemem jaskiniowym masywu Prosiecznego (lub szerzej: całej Doliny Prosieckiej). Dopiero przekopanie, po wieloletnich pracach, niewielkiej (początkowo ok. 25 m) jaskini O-3 i przedostanie się w 2011 roku do dalszych, rozległych korytarzy, spowodowało przeniesienie nazwy „Jaskinia Prosiecka” na nowy system jaskiniowy.

## Charakterystyka
Jaskinia Prosiecka jest jaskinią typu szczelinowego, wytworzoną w ciemnoszarych wapieniach środkowego triasu. Ciągnie się generalnie w kierunku południe-północ, w trzech kolejnych, coraz wyżej położonych poziomach. Korytarze oraz niewielkie sale rozwinięte są w osiach licznych złomów i pęknięć masywu, przebiegających w większości wzdłuż skośnie (pod kątami 60°-45°) ułożonych warstw skał. Zwłaszcza w partiach wstępnych rozdzielane są one odcinkami bardzo wąskich szczelin i suchych syfonów. Jest to jaskinia bez stałego cieku wodnego, jednak znajduje się w niej kilka niewielkich jeziorek, a część korytarzy bywa zalewana w czasie topnienia śniegów lub intensywnych opadów. Charakter niektórych fragmentów korytarzy oraz występujące w nich piaszczyste sedymenty zdają się potwierdzać jej fluwialne pochodzenie. Szata naciekowa w jaskini jest stosunkowo słabo rozwinięta.

## Historia eksploracji
Pierwsze wzmianki pisemne dotyczące prób przeniknięcia do podziemnych przestrzeni Doliny Prosieckiej pochodzą z lat 30. XX w. Związane są one z poszukiwaniami prowadzonymi przez speleologa Pavla Andaházy'ego z Prosieka, zainspirowanego odkryciami jaskiniowymi w Dolinie Demianowskiej, przy czym próby Andaházy'ego dotyczyły głównie wspomnianej jaskini V-1, w której dochodził go huk podziemnego cieku wodnego i która leżała w pobliżu wspomnianego wywierzyska.
Po odkryciu Prievanovej sienky 11 lipca 2000 r. w Jaskini O-3 powstał nowy front robót nazwany Prievan. 2 sierpnia 2011 r. przez jaskinię O-3 została odkryta właściwa Prosiecka jaskyňa. Przez Prievanový sifón speleolodzy dostali się do szczeliny równoległej do korytarza wstępnego, lecz przesuniętej o 13 m na wschód. 10 listopada 2006 r. jaskinia uzyskała długość 100,34 m. Z tej drugiej szczeliny uzyskano następnie dostęp do wszystkich innych znanych dziś korytarzy jaskini.
W marcu 2017 r. jaskinia osiągnęła łączną długość korytarzy 2831 m i deniwelację 112 m. Stwierdzono, że jej główne ciągi kierują się generalnie na północ, w stronę głównego ponoru na łące Svorad, a najdalszy punkt korytarzy jest odległy w linii prostej o 658 m od otworu wejściowego.
6 stycznia 2018 r. odkryte zostały dalsze korytarze i niewielkie salki, m.in. Trojkráľová sien, która jest największą znaną dotychczas komorą w jaskini, oraz Aragonitové jazero o wymiarach 4 x 6 m z piaszczystym dnem. Dwa tygodnie później stwierdzono, że jaskinia została wymrożona na odległość 136 m od wejścia. Zamarzło tzw. Prvé jazierko, a także jeziorko przed odkrytym wejściem do Objavnej sienky. Łączna długość korytarzy jaskini osiągnęła 3232 m. Deniwelacja jaskini wzrosła do 115 m, a najwyższe przestwory jaskini znajdują się obecnie w trójkondygnacyjnej komorze przed Vodnou puklinou. Dotychczas nie stwierdzono w jaskini aktywnego cieku wodnego ani żadnej wielkiej sali. Najdalej położony punkt jaskini leży na północ od wejścia, w odległości 847 m.